# Lightstorm Entertainment
Lightstorm Entertainment — американская продюсерская компания, основанная кинорежиссёром Джеймсоном Кэмероном и продюсером Ларри Касаноффоном в 1990 году. Компания занималась продюсированием таких фильмов как «Терминатор 2: Судный день», «Титаник», а также «Аватар».

## Фильмы
- Бездна (1989)
- Терминатор 2: Судный день (1991)
- Правдивая ложь (1994)
- Странные дни (1995)
- T2 3-D: Битва сквозь время (1996)
- Титаник (1997)
- Солярис (2002)
- Аватар (2009)
- Санктум (2011)
- Алита: Боевой ангел (2019)
- Аватар: Путь воды (2022)

## Будущие фильмы
- Аватар: Огонь и пепел (2025)
- Аватар 4 (2029)
- Аватар 5 (2031)